# Манди Кутуш Кыпчаки
Манди́ Куту́ш, (тат. Мәнди Котыш Кыпчакый, Məndi Qotış Qıpçaqıy, баш.  Мәнди Ҡотош-Ҡыпсаҡи; 1763 года д. Кинья-Абыз или д. Худайбердино — 1849 год д. Кинья-Абыз) — татарский и башкирский поэт-суфий.

## Биография
Писал на старотатарском и арабском языках. Получил образование в нескольких медресе, в том числе в Казани. Занимался животноводством и изготовлением кумыса. Был приверженцем накшбандийского тариката.